# M-banking
M-banking predstavlja svaku transakciju novčane vrednosti koja je realizovana preko mobilne telekomunikacione mreže i čini sastavni deo e-commerce transakcija. Postoji mnogo finansijskih mogućnosti za banke u oblasti mobilnog poslovanja. Mobilno bankarstvo je novi kanal za usluge koje banke nude i platforma za sve nove personalizovane usluge bazirane na informacijama u realnom vremenu koje stvaraju veću lojalnost i zadovoljstvo komitenata.

## Istorija M-bankinga
Početkom 1998. godine nastala je verzija WAP 1.0, a nešto kasnije i druge verzije dok je danas u upotrebi standard WPA 2.0 čijom primenom je omogućeno da se putem mobilnog telefona mogu otvarati zahtevnije Internet stranice ne samo u WML kodu nego i u XHTML kodu. Prvi pokušaji mobilnog plaćanja obuhvatili su standardne bankarske kreditne i debitne kartice u integraciji sa mobilnom telefonom. Korisnici su pomoću telefona i interneta naručivali proizvode, preko svog mobilnog telefona primali su SMS poruku o uspešnoj narudžbini a zatim su kompletirali transakciju tako što su ubacivali karticu u čitač i unosili šifru.

## Osnovni pojmovi
Zbog svojih velikih potencijala, mobilna telefonija je vrlo brzo uočena kao tehnologija koja može značajno doprineti popularnosti i razvoju interneta. iz tih razloga tehnologija mobilnog i bežičnog pristupa Interneta izaziva sve veću pažnju, kako kod stručnjaka koji su uključeni u njen razvoj, tako i kod korisnika. Iako između ove dve tehnologije postoje velike razlike, mnogi u njihovoj integraciji vide velike perspektive za dalji razvoj kako interneta, tako i mobilnog poslovanja. Razlike između ove dve tehnologije je moguće premostiti samo preko odgovarajućih standarda. Takav jedan standard je osmišljen 1997. godine od strane vodećihkompanija u mobilnoj tehnologiji (Ericsson, Motorola, Nokia) pod nazivom WPA.

## Bezbednost
Sigurnost je jedan od najvažnijih zahteva mobilnog bankarstva, ako ne i najvažniji. Efikasan, za sad standardni način zaštite podataka na internetu je primena tehnije javnih ključeva PKI, u osnovi obuhvata privatni i javni ključ koji između sebe dele učesnici u komunikaciji. Treći element, digitalni sertifikat, je potpisan od treće strane koja je autorizovana za izdavanje sertifikata.

## Prednosti
1. Mobilnost- Potpuna nezavisnost o lokaciji. Transakcije je moguće obavljati s bilo kog mesta u svetu.
2. Vreme- Bez obzira na doba dana, 24 sata dnevno, 7 dana u nedelji, 365 u godini bankarske usluge su dostupnje.
3. Ušteda- Transakcije napravljene mBankingom su 4 do 5 puta jeftinije nego iste u poslovnici banke. Plaćanje računa moguće je obaviti u roku od samo nekolikominuta, stoga nema potrebe za odlaskom u banku sto još više štedivreme i novac.
4. Sigurnost- Rad s mBanking aplikacijom zaštićen je vrhunskom enkripcijom, što pruža istovetnu sigurnost kao i prilikom korišćenja NetBanking servisa.
5. Kontrola- U svakom trenutku moguće je ostvariti uvid u sve trenutno učinjene uplate i isplate po svim računima u banci.
6. Jednostavnost- Korišćenjem predloženih opcija moguće je platiti račun u svega tri klika.

## Literatura
- M-banking - Šta je M-banking
- Vaidya (2011): “Emerging Trends on Functional Utilization of Mobile Banking in Developed Markets in Next 3-4 Years”
- Market Simplifed: “Mobile banking: A large number of financial services and technology firms have set their sights on integrating mobile devices into the broader, multi-trillion-dollar retail economy. As a result, the infrastructure and tools for safe, reliable mobile purchasing has been advancing rapidly in recent years setting the need for mCommerce along with mBanking.”
- Tiwari, Rajnish and Buse, Stephan(2007): The Mobile Commerce Prospects: A Strategic Analysis of Opportunities in the Banking Sector[мртва веза], Hamburg University Press (E-Book as PDF to be downloaded)
- Tiwari, Rajnish; Buse, Stephan and Herstatt, Cornelius (2007): Mobile Services in Banking Sector: The Role of Innovative Business Solutions in Generating Competitive Advantage Архивирано на веб-сајту  (26. фебруар 2012), in: Proceedings of the International Research Conference on Quality, Innovation and Knowledge Management, New Delhi, pp. 886–894.
- Tiwari, Rajnish; Buse, Stephan and Herstatt, Cornelius (2006): Customer on the Move: Strategic Implications of Mobile Banking for Banks and Financial Enterprises, in: CEC/EEE 2006, Proceedings of The 8th IEEE International Conference on E-Commerce Technology and The 3rd IEEE International Conference on Enterprise Computing, E-Commerce, and E-Services (CEC/EEE'06), San Francisco, pp. 522–529.
- Tiwari, Rajnish; Buse, Stephan and Herstatt, Cornelius (2006): Mobile Banking as Business Strategy: Impact of Mobile Technologies on Customer Behaviour and its Implications for Banks, in: Technology Management for the Global Future - Proceedings of PICMET '06.
- Owens, John and Anna Bantug-Herrera (2006): Catching the Technology Wave: Mobile Phone Banking and Text-A-Payment in the Philippines
- Ovum Analyst Research, European Retail Banking Investment Strategies (2013):
- The Himalayan Times: http://www.thehimalayantimes.com/fullNews.php?headline=Dollar+at+historic+high&NewsID=381744 Архивирано на веб-сајту  (1. јул 2017)

## Spoljašnje veze
- WPA2.0 : WPA 2.0
- E-trgovina : Elektronska trgovina
- VISER : Visoka škola elektrotehnike i računarstva
- E-poslovanje : Elektronsko poslovanje